# 金貴非
淑媛金氏（1478年－1506年），朝鲜王朝廢主燕山君的後宮嫔御，本名金贵非。
淑媛金贵非与燕山君后宫嫔御淑容張綠水，淑容田非無惡不作，以其权势收取大量賄賂，敗壞國家財政，並放縱其族人在地方上為非作歹。金贵非與张绿水、田非在中宗反正後一同被斬首示眾。